# Courchavon
Courchavon är en ort och  kommun i distriktet Porrentruy i kantonen Jura, Schweiz. Kommunen har 314 invånare (2023). I kommunen finns också byn Mormont.